# Zaljev Matsalu
Zaljev Matsalu (est. Matsalu laht) je zaljev u okrugu Lääne, Estonija. Zaljev je dio tjesnaca Väinameri. Površina zaljeva je 67 km2.
Zaljev i njegovo obalno područje su pod zaštitom (Nacionalni park Matsalu).

## Flora i fauna
Zaljev je jedno od najvažnijih područja ptica močvarica u Europi, zbog svojeg izvrsnog položaja na Istočnoatlantskom letnom putu. Velik broj ptica selica koristi Matsalu kao mjesto odmora. Svakog proljeća više od dva milijuna ptica močvarica prolazi kroz Matsalu, od čega oko 1,6 milijuna patki ledara (Clangula hyemalis)

## Vanjske poveznice
|  | Zajednički poslužitelj ima još gradiva o temi Zaljev Matsalu |